# アミガサギリ
アミガサギリ (Alchornea liukiuensis) は、トウダイグサ科の樹木。アカメガシワに似た低木で薄く幅広い葉を着ける。オオバベニガシワと同属のものである。

## 特徴
落葉性の低木。樹高は2～3m程になる。葉は互生し、単葉で葉柄は長さ3～10cm。葉身は長さ6～18cm、洋紙質で無毛、裏面は白緑色となっている。葉身の形は心形から広卵形をしており、先端は鈍く尖るか突き出して鋭く尖り、基部は心形か、あるいは断ち切られた形になり、縁には浅い細かな鋸歯がある。葉脈は3本が特に目立ち、また葉身の基部には2個の蜜腺がある。
雌雄異株で、花序は長さ10～15cmほどの総状花序または円錐花序となる。その軸上には球状の房が並んでおり、個々の房は鱗片と多数の雄花、あるいはそこに1～2個の雌花が含まれている。個々の花は小さくて1.5mmほど、雄花は(2～)4個の三角形をした萼片があって(6～)8個の雄しべが含まれる。雌花の場合、萼片は披針形か卵形で、子房には毛が一面にあり、柱頭は3つに裂ける。乾果は径1cmになり、球形で3方向に溝がある。種子はやや偏った倒卵形で長さは6～7mmになり、表面にはいぼ状の突起がある。
和名は葉柄と共に葉脈が赤く色づくことが多く、これが編み目のように見えることに依る。

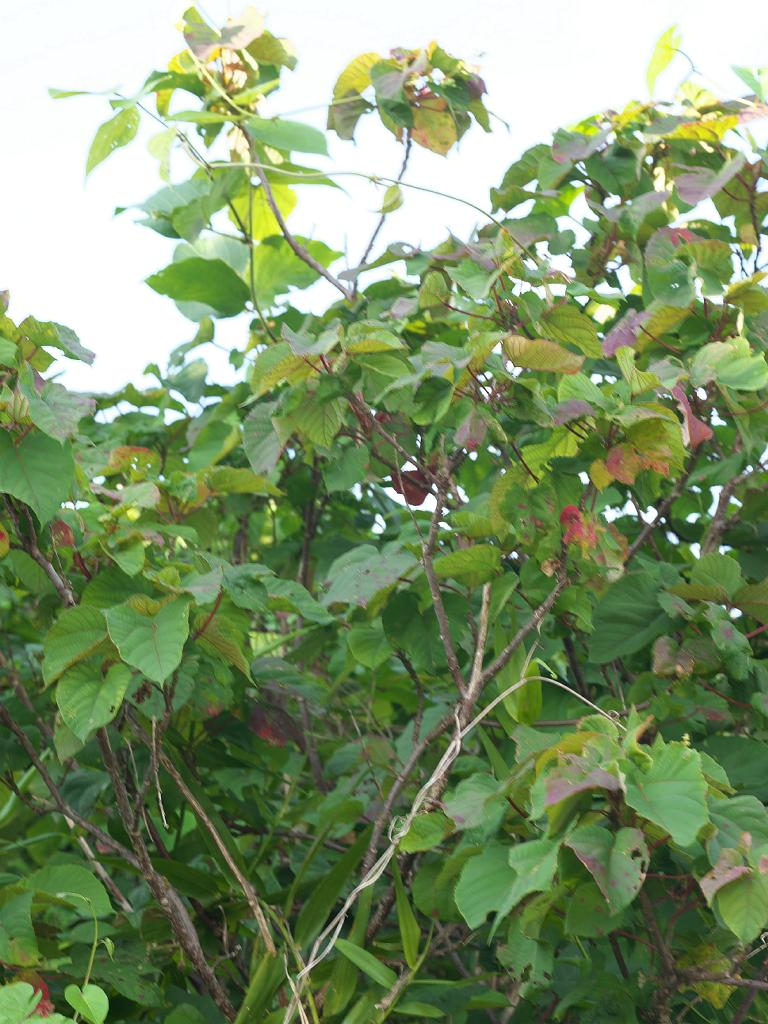
全体の姿
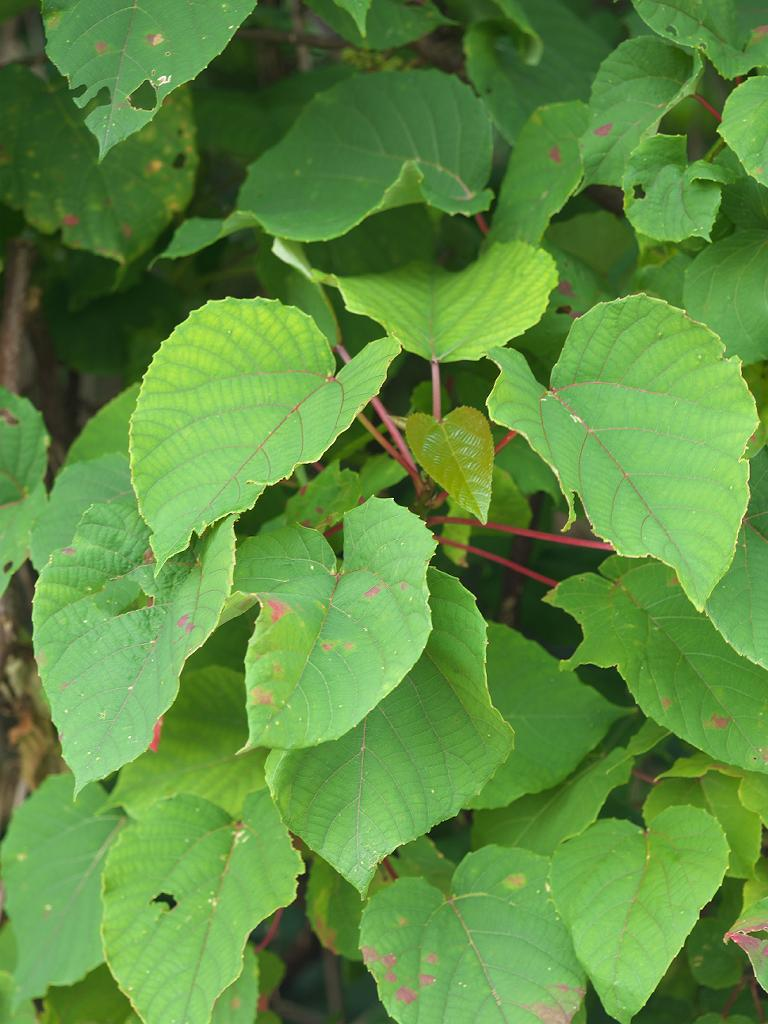
葉脈が赤い編み目のようになっている様子
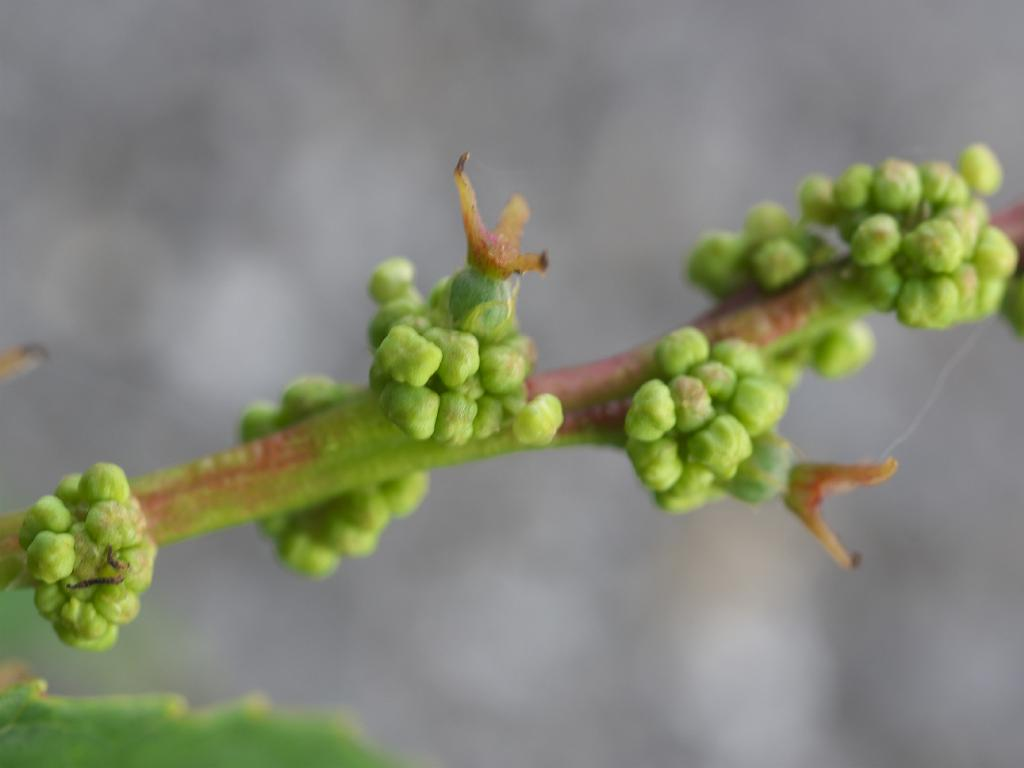
若い花序の一部の拡大像

## 分布と生育環境
奄美大島以南の琉球列島に産し、国外では台湾から知られている。
疎林に生える。分布域内でも広く見られるものではなく、石灰岩地に点在的に見られる。

## 分類・類似種など
本種の属するアミガサギリ属には世界の熱帯域に約60種があるが、日本には本種のみ自生する。
ただし同属で中国南部が原産のオオバベニガシワ A. davidii は新芽が真っ赤になることから観賞用として栽培されており、この種の方が目にすることは多い。なおそのためにこの種の方が名の通りが良く、そのためか少し古い書（たとえば保育社の原色図鑑シリーズ）ではこの属の和名にオオバベニガシワ属が採用されていた。

## 保護の状況
環境省のレッドデータブックでは指定はなく、県別では鹿児島県で絶滅危惧II類に指定されている。上記のように沖縄でも広くよく見られるものではないが、絶滅危惧指定をするほどでもないのであろう。